# Tengiz Abuładze
Tengiz Abuładze (gruz. თენგიზ აბულაძე, ros. Тенгиз Евгеньевич Абуладзе, Tengiz Jewgienjewicz Abuładze; ur. 31 stycznia 1924 w Kutaisi, zm. 6 marca 1994 w Tbilisi) – radziecki i gruziński reżyser i scenarzysta filmowy i teatralny, Ludowy Artysta ZSRR (1980).
Uważany za głównego (obok Rezo Czcheidze) przedstawiciela nurtu neorealistycznego w kinematografii radzieckiej. W 1953 roku ukończył WGIK.

## Życiorys
W latach 1943–1946 studiował reżyserię teatralną w Instytucie Teatralnym im. Szoty Rustawelego w Tbilisi. W 1953 ukończył studia na kierunku reżyserii filmowej we Wszechrosyjskim Państwowym Instytucie Kinematografii w Moskwie, był uczniem Siergieja Jutkiewicza. Od tego roku pracował jako reżyser w „Gruzija-film” (Gruzińskie Studio Filmowe). Początkowo tworzył krótkometrażowe filmy dokumentalne. W fabule zadebiutował w 1956, realizując wspólnie z Rezo Czcheidze krótkometrażowy film Osiołek Magdany, nagrodzony na 9. MFF w Cannes. Jego pierwszym samodzielnym filmem fabularnym był obraz Cudze dzieci (1958).
Od 1978 był członkiem Komunistycznej Partii Związku Radzieckiego .
Najbardziej zasłynął tryptykiem filmowym, na który złożyły się: Błaganie (1968), Drzewo pragnień (1977) i Pokuta (1984). Pokuta, która na ekrany radzieckich kin trafiła dopiero w 1986, jest najbardziej znanym dziełem Abuładzego. W filmie tym przedstawiona została alegoryczna wizja gruzińskiego miasta rządzonego przez tyrana Warłama Arawidzego. Pokuta jako forma rozliczenia się z totalitarnymi doświadczeniami Związku Radzieckiego (na czele którego przez wiele lat stał pochodzący z Gruzji Józef Stalin) stała się wydarzeniem artystycznym i politycznym w ZSRR oraz za granicą. W 1987 na 40. MFF w Cannes film wyróżniono Grand Prix, Nagrodą FIPRESCI oraz Nagrodą Jury Ekumenicznego.

## Nagrody i odznaczenia
- 1980 – Ludowy Artysta ZSRR;
- 1988 – Nagroda Leninowska.